# دانشگاه بلوچستان (پاکستان)
دانشگاه بلوچستان (اردو: جامعہ بلوچستان; بلوچی: بلوچستان ء یونیورسٹی؛ پشتو: د بلوچستان پوهنتون؛ انگلیسی: University of Balochistan, UoB) یک دانشگاه دولتی واقع در منطقۀ مرکزی شهر کویته، در ایالت بلوچستان در پاکستان است. دانشگاه بلوچستان قدیمی‌ترین مؤسسۀ آموزشی در بلوچستان است که در سال ۱۹۷۰ تأسیس شده است.

## تاریخچه
دانشگاه بلوچستان (UoB) در اکتبر ۱۹۷۰ بر اساس حکمی که توسط فرماندار بلوچستان صادر شد تأسیس شد. در سال ۱۹۹۶، مجمع بلوچستان قانون دانشگاه بلوچستان را تصویب کرد. در سال ۲۰۲۲ نیز یک قانون یکپارچه برای همۀ دانشگاه‌های بخش دولتی استان به تصویب رسید که دانشگاه بلوچستان در حال حاضر تحت آن فعالیت می‌کند.
دانشگاه بلوچستان بزرگترین دانشگاه عمومی در بلوچستان است که آموزش عالی در علوم، هنر و علوم انسانی ارائه می‌دهد. این دانشگاه در ابتدا با سه بخش - فیزیک، شیمی و زمین‌شناسی - آغاز به کار کرد، اما از آن زمان به‌طور قابل توجهی گسترش یافته و هم‌اکنون از ۶ دانشکده، ۵۶ بخش، ۵ مرکز و ۱ کالج حقوقی تشکیل شده است.